# ČSD-Baureihe S 499.2
Die Baureihe S 499.2 war eine elektrische Lokomotivbaureihe für den Universalverkehr der einstigen Tschechoslowakischen Staatsbahn ČSD für das mit 25 kV 50 Hz Wechselstrom elektrifizierte Streckennetz im Süden und Westen der ehemaligen Tschechoslowakei. Sie wurde aus der ČSD-Baureihe ES 499.1 entwickelt und für den Betrieb als Universallokomotive der II. Generation von Škoda in Plzeň entworfen.

## Geschichte
Von der Lokomotive der Reihe S 499.2 wurden 1984 zunächst zwei Prototypen zu einem Preis von je 7.300.000 tschechoslowakischen Kronen gebaut. Die Maschinen sind eine Weiterentwicklung der ES 499.1 unter Weglassung des Gleichstromteiles. Die Serie entstand im Jahr 1988, die Lokomotiven wurden jedoch mit der neuen Bezeichnung 263 versehen. Zu weiteren Lieferungen kam es auf Grund des Rückganges des Schienenverkehrs nach dem Jahr 1990 nicht mehr. Es wurden weder weitere Modifizierungen noch die geplante Reihe 262 mit geänderter Getriebeübersetzung realisiert.
2010 – 2012 wurden die Loks mit einer WTB-Wendezugsteuerung ausschließlich für den Betrieb mit den dreiteiligen Wendezuggarnituren der Baureihe 951 nachgerüstet und kommen seit Ende 2010 von der ZSSK hauptsächlich mit Nahverkehrszügen im Raum Bratislava zum Einsatz.

## Technische Merkmale
Vom Aufbau her entspricht die Lokomotive den Baugrundsätzen von Škoda der II. Generation. Sie hat denselben Aufbau wie die Lokomotiven ES 499.1, E 499.3 und die DR-Baureihe 230. Der Lokkasten entspricht genau dem der Baureihe 230. Dieser ist gesickt und hat auf der einen Seite zu öffnende Jalousien sowie vier Fenster auf der anderen Seite, von denen die inneren zu öffnen sind. Dies sind die einzigen mechanischen Unterschiede zur ES 499.1. Ansonsten ist die Lokomotive genau vom Modell abgeleitet – mit selbsttragendem Kasten und doppelt gefedernden Fahrgestellen, in denen die Fahrmotoren mit einem Hohlwellenantrieb nach System Škoda die in senkrechten Bolzen gelagerten und mit Stahlschraubenfedern abgefederten Achsen antreiben. Die Lokomotive ist mit einer Handbremse, einer indirekten Zugbremse und einer direkt wirkenden Lokbremse ausgerüstet.
Die Lokomotive erhält ihre Energie über zwei Einholm-Stromabnehmer. Bei den Serienlokomotiven haben diese eine geänderte Form gegenüber den Prototypen. Die Leistungsübertragung erfolgt durch die Sekundärwindungen des Traktionstransformators Typ EL 5979-51, der unter dem Lokkasten zwischen den Fahrgestellen aufgehängt ist. Jeder Fahrmotor wird über einen ölgekühlten Thyristor von einer pulsierenden Wechselvorrichtung gespeist. Die Traktion wird gleichgerichtet gesteuert. Die Kühlung der elektrischen Einrichtung wurde als Regulierung entsprechend der Belastung von den Reihen ES 499.1 und E 499.3 übernommen, was zu einer nicht unwesentlichen Energieeinsparung führte. Die Steuerung der Lokomotive ist nach zwei Regimen möglich, nach einstellbarer Zugkraft bzw. nach konstanter Geschwindigkeit. Letzteres wird durch die automatische Geschwindigkeitsregulierung ARR reguliert.

## Einsatz
Die beiden Prototypen S 499.2001 und S 499.2002 wurden dem Schienenfahrzeugdepot (DKV) Brno zugeteilt und versehen hauptsächlich Personenzugdienste. Die Serienlokomotiven sind im Besitz der ZSSK, sie sind  in Bratislava beheimatet und bedienen in der Regel die Strecke Bratislava–Břeclav. Die Lokomotiven 263 002 (ČD) und 263 005 (ZSSK) tragen die ursprüngliche Lackierungsvariante.